# 高砂政郎

高砂政郎（1967年）

高砂 政郎（たかすな せいろう / まさろう、1907年（明治40年）6月1日 - 1989年（平成元年）10月9日）は、昭和期の政治家。塩尻市長（第2代）。

## 経歴
長野県東筑摩郡塩尻町生まれ。1925年（大正14年）3月、旧制松本中学（現長野県松本深志高等学校）卒業。1947年（昭和22年）塩尻町議会議員、1959年（昭和34年）4月、塩尻市議会議員に当選し1967年（昭和42年）4月まで連続2期在任。同年4月に前市長の小松多喜雄を2328票差の1万3170票で破り、塩尻市長に当選。全国初の日本共産党籍をもつ市長として注目された。前市長のワンマン体制への批判の他、高度経済成長下で、道路・交通問題、下水道や不足する住宅の整備、特別養護老人ホームの建設、公害対策など福祉や市民生活に直結した問題に取り組み支持を得た。市議会多数派との確執により1期で市長を退任した。

## 逸話
家業としては塩尻駅前で旅館を経営。1932年3月28日、日本プロレタリア作家同盟の講演会で塩尻町に来た中條百合子（宮本百合子）も宿泊し、作品「一九三二年の春」に登場している。